# Karitébaum

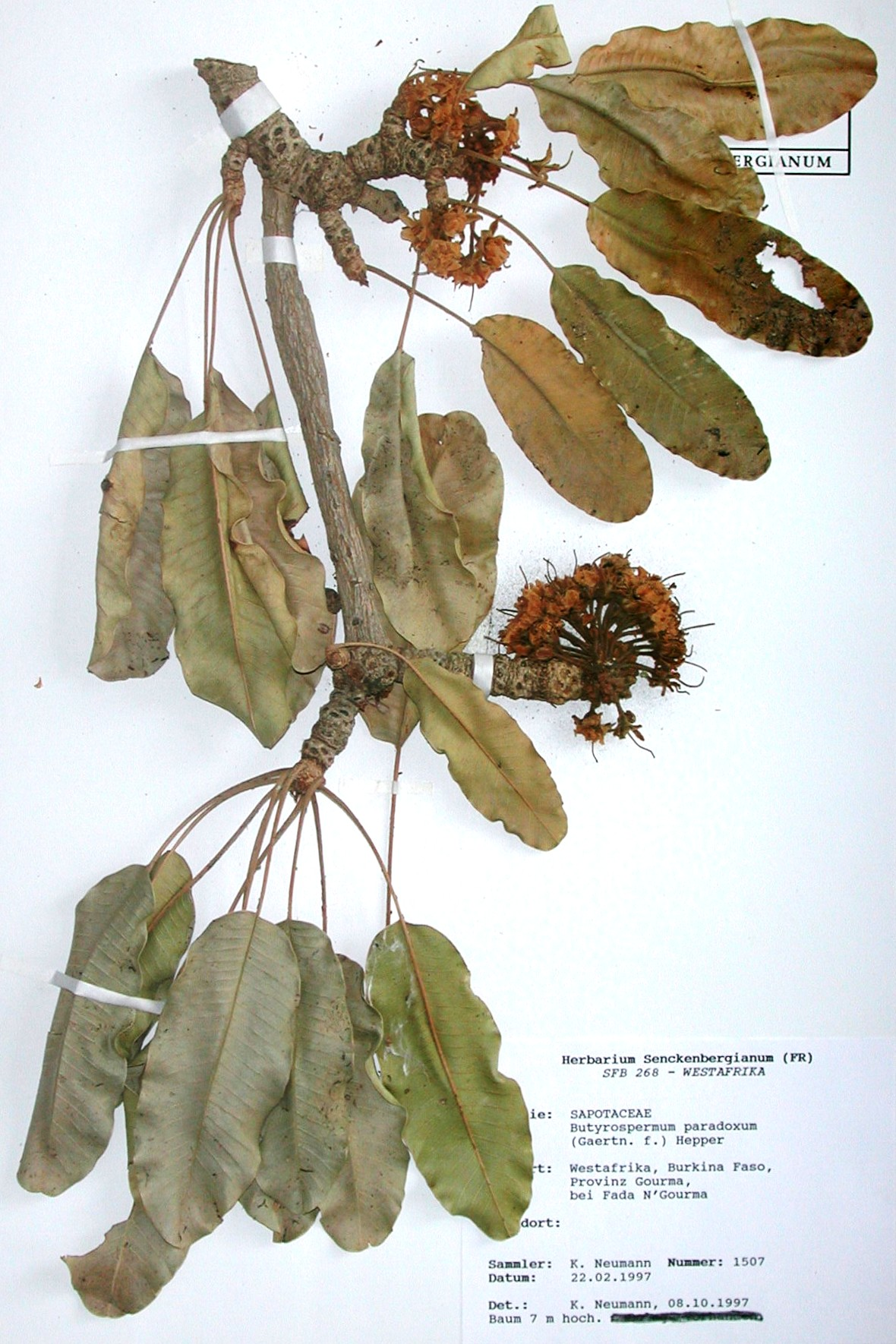
Vitellaria paradoxa, Herbarbeleg aus dem Herbarium Senckenbergianum

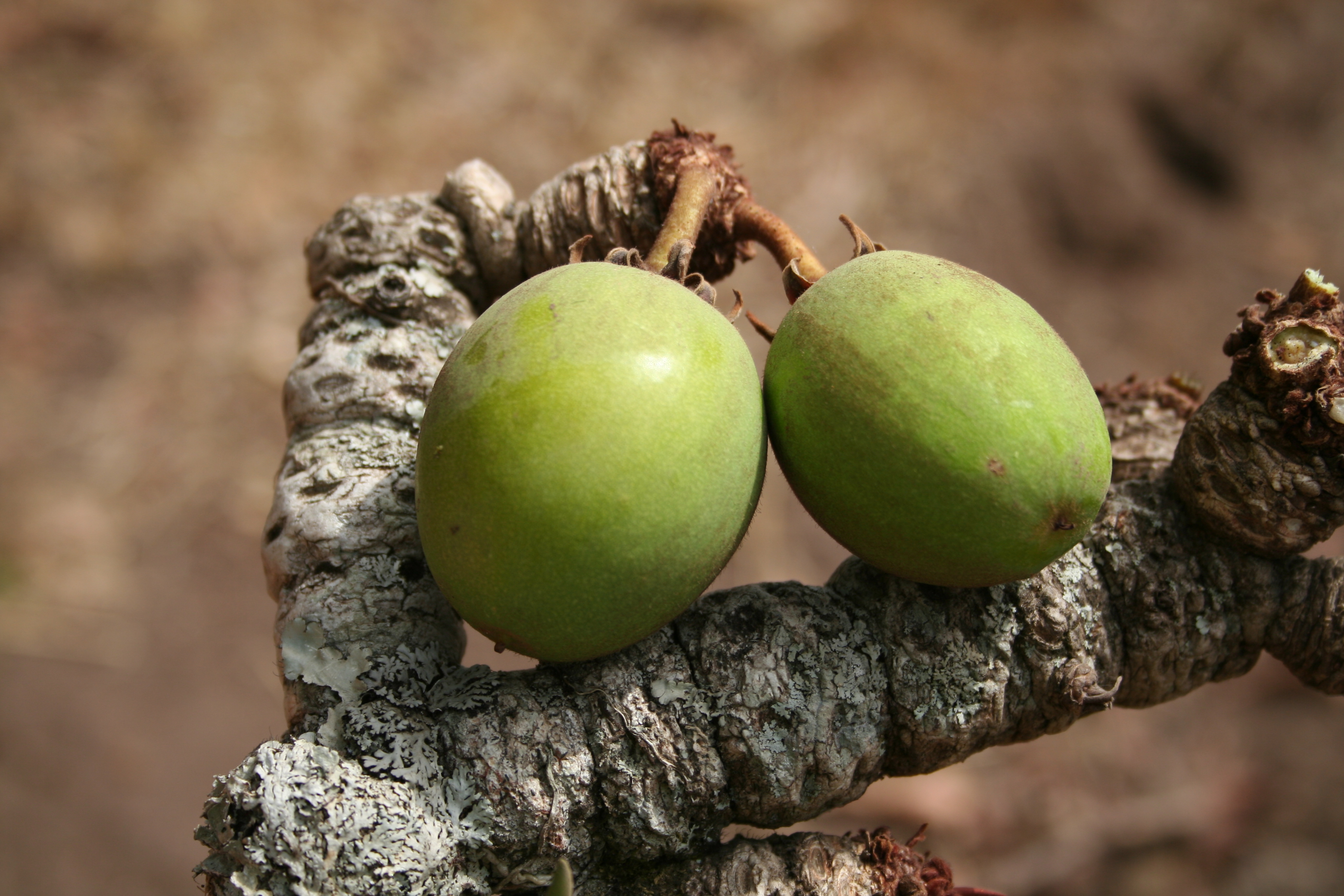
Früchte am Zweig

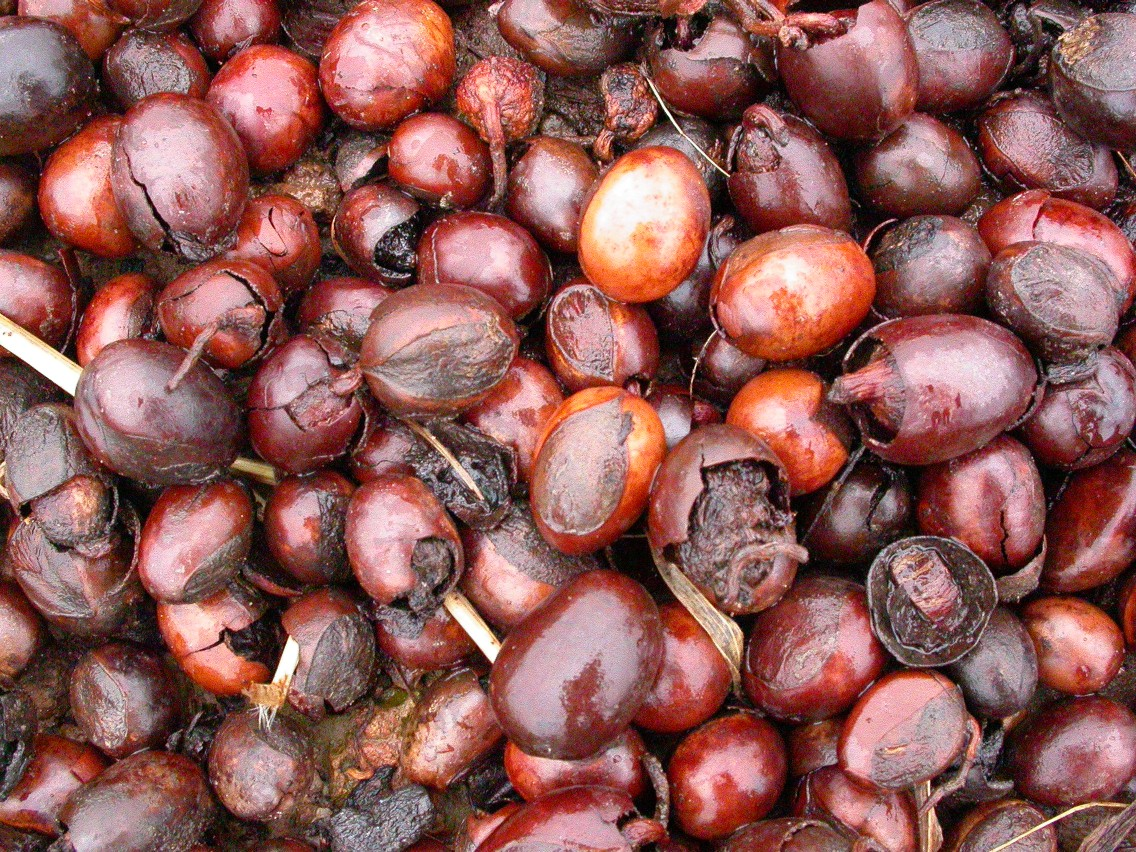
Kariténüsse

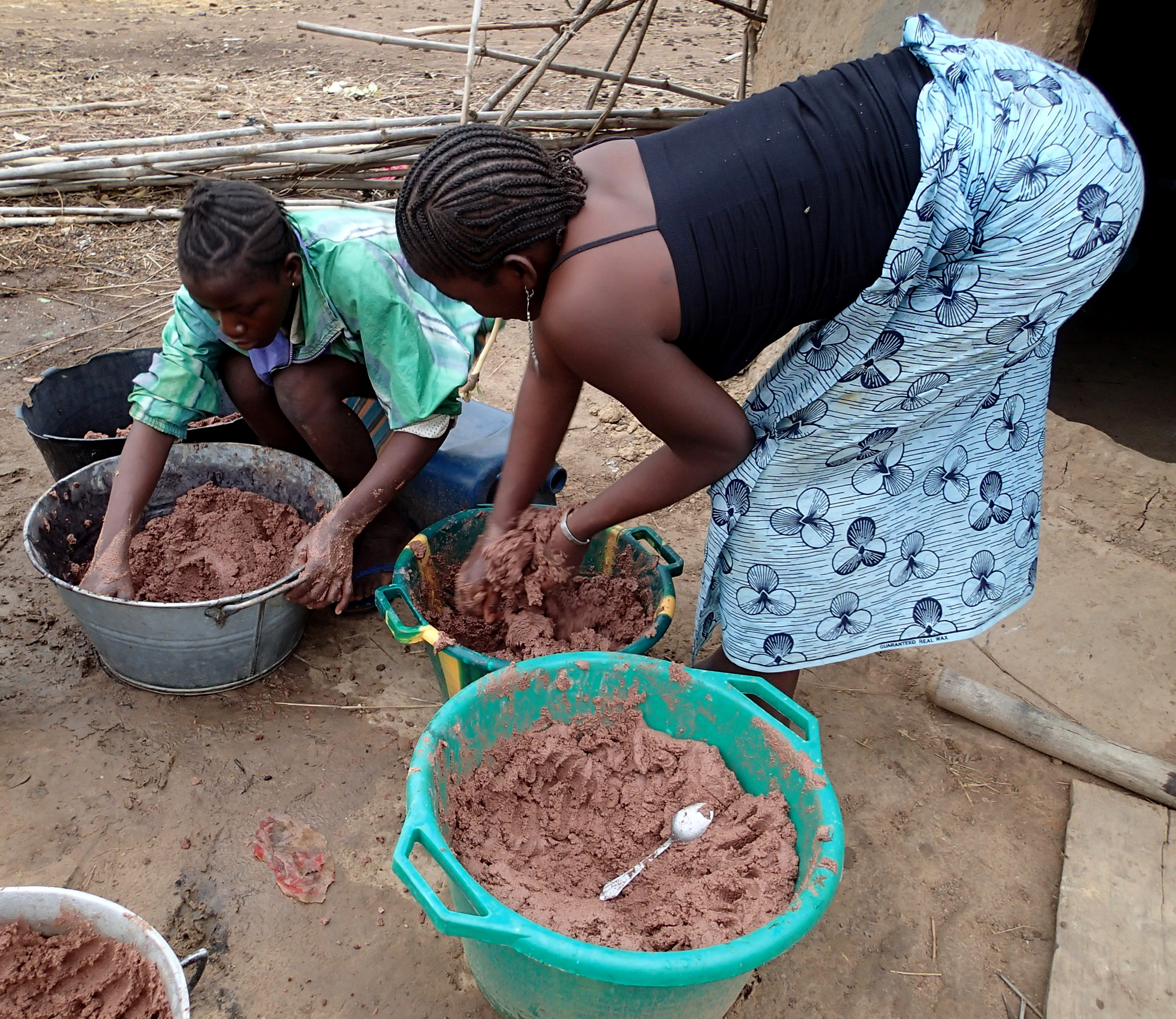
Verarbeitung

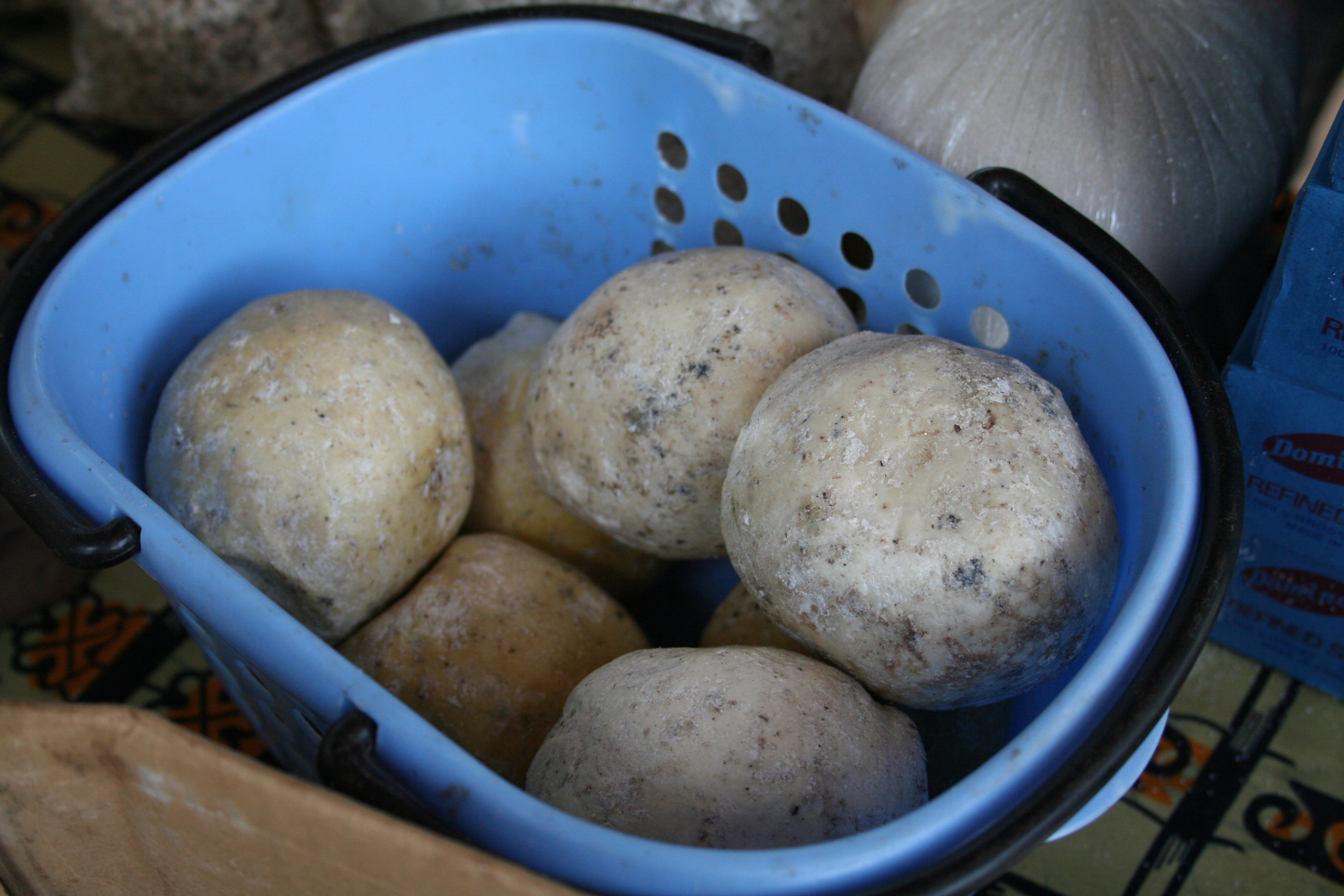
Seife aus Sheabutter

Der Karitébaum, auch Sheanussbaum, Schibutterbaum, Schibaum oder Afrikanischer Butterbaum genannt (Vitellaria paradoxa, Syn.: Bassia parkii G.Don (parkii ehrt den britischen Forscher Mungo Park), Butyrospermum paradoxum (C.F.Gaertn.) Hepper, Butyrospermum parkii (G.Don) Kotschy), ist die einzige Pflanzenart der Gattung Vitellaria in der Familie der Sapotengewächse (Sapotaceae).

## Beschreibung

### Vegetative Merkmale
Vitellaria paradoxa wächst als langsamwachsender Baum, der Wuchshöhen von 15 bis 25 Metern erreicht, mit kräftigem Stamm und vielverzweigter, ausladender Baumkrone. Die sehr dicke und raue, netzrissige und korkige Borke ist meist grau bis schwärzlich oder rötlich und kann ältere Bäume vor Feuer schützen. Die Bäume können über 300 Jahre alt werden, die Mannbarkeit liegt bei 10 bis 25 Jahren. Es werden Kurztriebe mit kantigen Blattspuren gebildet. Die Rinde junger Zweige, Blattstiele und Blütenknospen besitzt eine rostfarbene Behaarung in unterschiedlicher Stärke.
Die dunkelgrünen und unterseits helleren Blätter sind spiralig an den Zweigenden angeordnet. Der Blattstiel ist etwa 5 bis 10 cm lang. Die verkehrt-eilanzettliche, -eiförmige oder längliche bis elliptische, ledrige und fast kahle Blattspreite weist eine Länge von 10 bis 25 cm und eine Breite von 4,5 bis 14 cm auf. Die Nervatur ist hellgrün mit 20 bis 30 wechselnd gefiederten Seitennerven je Blatthälfte und einer dickeren Mittelrippe. Der Blattrand ist ganz und etwas verdickt und gewellt. Die Blätter werden am Beginn der Trockenzeit abgeworfen. Die kleinen Nebenblätter sind abfallend.
Der Stamm, die Zweige und die Früchte, Samen und die Blätter führen einen rötlichen, guttaperchaähnlichen Milchsaft, denn auch hier sind die Polyisoprene, im Gegensatz zum Naturlatex, hauptsächlich trans-konfiguriert (Kariten).

### Generative Merkmale
Etwa 30 bis 40 Blüten oder mehr (bis 100) stehen in dichten Büscheln an den Zweigenden zusammen. Die bis zu 3 cm lang, haarig gestielten Blüten duften und sind zwittrig, sowie protogyn vorweiblich. Die rostbraunen und haarigen, freien Kelchblätter stehen in zwei Kreisen jeweils meist zu viert: die äußeren sind eiförmig, 9 bis 14 mm lang und 3,5 bis 6 mm breit; die inneren sind etwas kleiner. Die sechs bis acht cremefarbenen, dachziegelig angeordneten Kronblätter sind kurz röhrig verwachsen mit 2,5 bis 4 mm langer Kronröhre und breit-eiförmigen, 7 bis 11 mm langen und 4,5 bis 7 mm breiten Kronlappen. Die meist sechs bis acht freien Staubblätter sind 7 bis 12 mm lang. Die beweglichen und eilanzettlichen Staubbeutel sind bis zu 4,5 mm lang. Die meist sechs bis acht größeren, petaloiden und bespitzten, fransigen Staminodien und den Fruchtknoten sind bis zu 8 mm lang. Der vielkammerige (bis 10), behaarte Fruchtknoten ist oberständig, mit einem 8 bis 15 mm langen, vorstehenden Griffel mit kleiner, kopfiger und kronenförmiger Narbe. Die Bestäubung geschieht durch Insekten oder den Wind.
Die bei Reife grünlich bis gelben oder bräunlichen, meist einsamigen (bis drei), rundlichen, ellipsoiden bis eiförmigen Beeren weisen eine Länge von bis zu 5 bis 7 cm und einen Durchmesser von 3 bis 5 cm auf. Sie enthalten ein süßes Fruchtmark, das die Samen umgibt. Die rundlichen, ellipsoiden bis eiförmigen, bräunlichen und glatten, etwas glänzenden Samen mit dünner Samenschale haben auf einer Seite ein breites, raues Hilum. Die Samen weisen eine Länge von bis zu 5 cm und einen Durchmesser von bis 3,5 cm auf. Sie sind etwa 5 bis 16 Gramm schwer.

## Vorkommen
Vitellaria paradoxa kommt in den Savannen der Sudanzone im tropischen Afrika zwischen Senegal und Uganda vor. Sie wächst in Höhenlagen zwischen 100 und 600 Metern bei einer Jahresdurchschnittstemperatur zwischen 25 und 29 °C und einem Jahresniederschlag von 600 bis 1400 mm.

## Systematik
Die Erstbeschreibung erfolgt 1807 durch Karl Friedrich von Gärtner in Supplementum Carpologiae 131, t. 205. Es sind zahlreiche Synonyme bekannt.
Es gibt zwei Unterarten:
- Vitellaria paradoxa subsp. paradoxa: Sie kommt vom westlichen tropischen Afrika bis Äthiopien vor.[9]
- Vitellaria paradoxa subsp. nilotica: Sie kommt vom Sudan bis Uganda vor.[9]

## Nutzung
Die Früchte des Sheanussbaums sind botanisch gesehen Beeren, die darin enthaltenen etwa 4 cm großen Fruchtkerne, die Kariténüsse, enthalten ungefähr 50 % Fett und stellen eine wesentliche Quelle für Speise- und Hautpflegefett dar, das Fruchtfleisch wird gegessen.
2021 wurden laut der Ernährungs- und Landwirtschaftsorganisation FAO weltweit 811.370 t Kariténüsse geerntet. Der größte Produzent war mit weitem Abstand Nigeria, das mit 342.460 Tonnen etwa 42,2 % der Welternte einbrachte. Weitere nennenswerte Erntemengen gab es in Mali und Burkina Faso.
Als wichtiger Nutzbaum wird der Karité neben anderen Arten, wie Néré und Baobab, bei der Rodung für neue Felder meist verschont. Diese traditionelle Agroforstwirtschaft wird auch als Kulturbaumpark bezeichnet. Da der Karitébaum aber nur schwer vermehrt werden kann, neue Pflanzen oft nur Zufallskeimungen sind, er erst ab einem Alter von etwa 20 Jahren blüht und erst mit etwa 50 Jahren seine volle Ertragskraft erreicht, ist seine groß angelegte kommerzielle Verwertung durch die lange Wartezeit auf den Ertrag noch schwierig.

### Sheabutter
Aus der Kariténuss wird Pflanzenfett gewonnen, das als Sheabutter, daneben auch Schibutter, Galambutter, Karitébutter oder Bambukbutter bezeichnet wird. Zur Produktion dieses Fettes werden die Samen von aufgesammelten Früchten vom Fruchtfleisch befreit, auf verschiedene Weise getrocknet und zerkleinert. Nach Abtrennen der Schalenteile werden die Kerne dann hitzebehandelt und zu einer fettigen Masse zerrieben. Dieser wird zuletzt Wasser zugegeben, und sie wird zeitaufwendig von Hand bearbeitet, um das Fett von allen unerwünschten Bestandteilen zu trennen. Die so gewonnene schmalzig-talgige Sheabutter ist beinahe weiß, leicht gelblich, elfenbeinfarben oder grün-gelblich, ihr eigentümlicher Geruch wird je nach Sorte als fettig, aromatisch, würzig und ähnlich beschrieben, teils werden fruchtige, nussige, hölzerne oder rauchige Anteile wahrgenommen. Der Schmelzbereich von Sheabutter liegt bei 35 °C bis 42 °C.
Eine Variante ist sogenannte „schwarze Sheabutter“, die man erhält, indem man die Kerne der Nüsse 15–30 Minuten röstet. Dieses Fett ist von inhomogener gräulicher Farbe und hat einen intensiven aromatischen, rauchigen Geruch.
Sheabutter ist in reinem Zustand bis zu vier Jahre haltbar, auch in tropischer Hitze. Das Besondere an der Sheabutter ist der hohe Anteil an unverseifbaren Bestandteilen (etwa 75 % Triglyceride, daneben Ölsäure, Triterpenalkohole, Vitamin E, Beta-Karotin und Allantoin), der Anteil liegt zwischen 8 und 11 % – im Vergleich zu Avocadoöl 6 %, Sesamöl 1,5 %, Olivenöl 1,2 %. Sheabutter enthält hauptsächlich Triglyceride langkettiger, ungesättigter Fettsäuren. Unter den Fettsäureresten der Triglyceride dominieren Acylreste der Ölsäure (40–55 %), Stearinsäure (35–45 %), Linolsäure (3–8 %) und Palmitinsäure (3–7 %).
Für den Export wird Sheabutter jedoch häufig raffiniert. Das so entstehende Fett ist geruchlos, zäh, in der Farbe weiß. Der Inhaltsstoff Beta-Karotin (gelbe Farbe) geht dabei verloren, weitere Untersuchungen bezüglich verloren gegangener Inhaltsstoffe sind nicht bekannt.

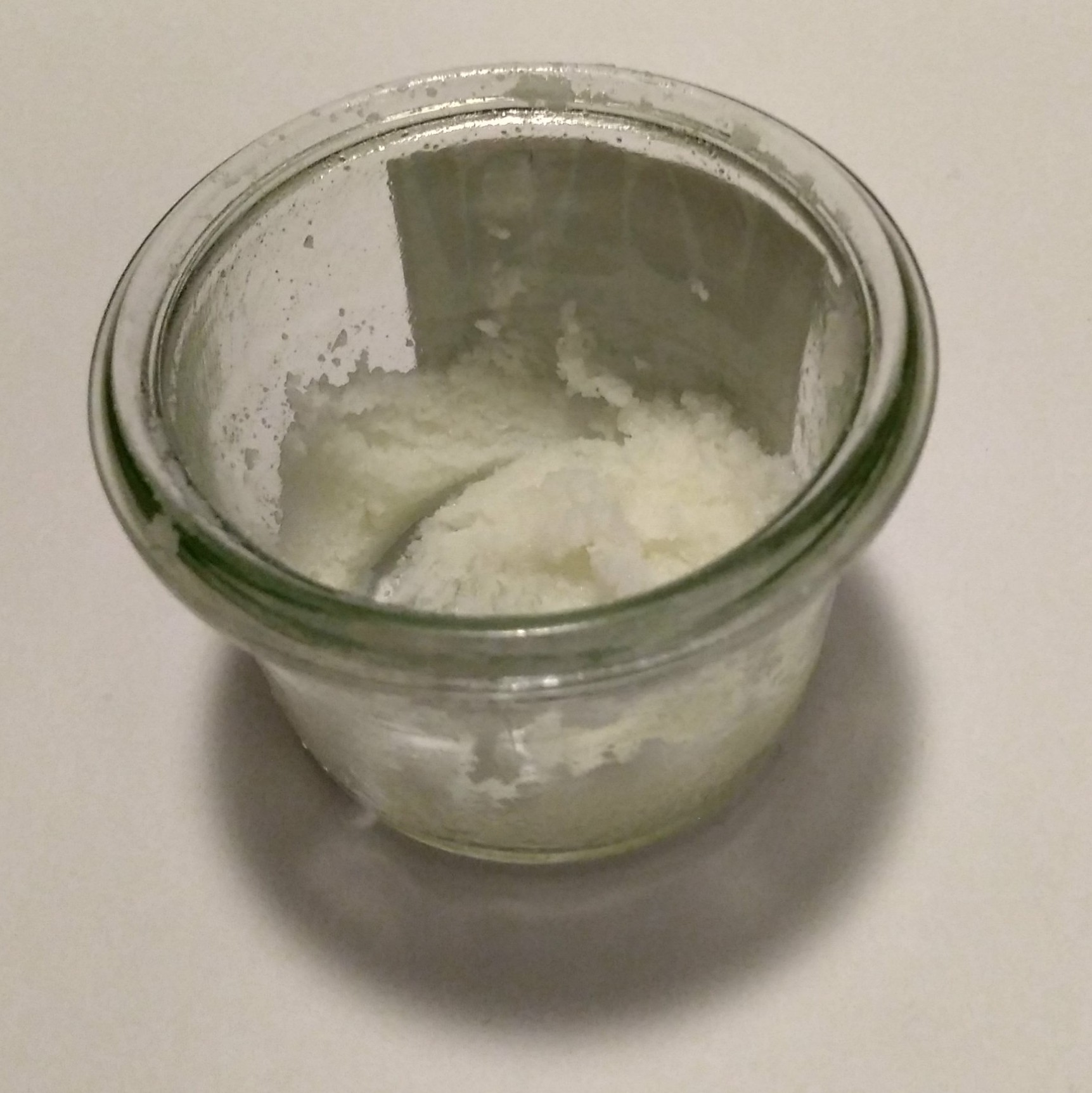
Raffinierte Sheabutter

### Geschichte
Das englische Wort „shea“ kommt von s’í, dem Namen des Baumes in Bambara. Er ist unter vielen lokalen Namen bekannt, z. B. kpakahili in Dagbani, taama in Waala, nkuto in Twi, kaɗe oder kaɗanya in Hausa, òkwùmá in der Sprache der Igbo, òrí in der Sprache der Yoruba, karité in der Sprache der Wolof im Senegal, ori in einigen Teilen Westafrikas und vielen anderen.
Der gebräuchliche Name ist shíyiri oder shísu (wörtl. „Shea-Baum“) in der Bambara-Sprache Malis. Dies ist der Ursprung des englischen Wortes, dessen primäre Aussprache /ʃiː/ (reimt sich auf englisch „tea“) ist, obwohl die Aussprache /ʃeɪ/ (reimt sich auf englisch „day“) gebräuchlich ist und in den wichtigsten Wörterbüchern an zweiter Stelle steht. Der Baum wird in der senegalesischen Wolof-Sprache ghariti genannt, woraus der französische Name des Baumes und der Butter, karité, abgeleitet ist.
Der Sheabaum wächst in freier Wildbahn im trockenen Savannengürtel Westafrikas vom Senegal im Westen bis zum Sudan im Osten und bis zu den Ausläufern des äthiopischen Hochlandes. Er kommt in 21 Ländern des afrikanischen Kontinents vor, nämlich Guinea, Benin, Burkina Faso, Kamerun, Zentralafrikanische Republik, Tschad, Äthiopien, Eritrea, Ghana, Guinea-Bissau, Elfenbeinküste, Mali, Niger, Nigeria, Senegal, Sierra Leone, Südsudan, Sudan, Togo, Uganda, Demokratische Republik Kongo und Kenia.
Eine an der Stelle des mittelalterlichen Dorfes Saouga gefundene Testa ist ein Beweis für die Herstellung von Sheabutter im 14. Jahrhundert.

### Zusammensetzung und Eigenschaften
Sheabutterextrakt ist ein komplexes Fett, das neben vielen unverseifbaren Bestandteilen (Substanzen, die durch Behandlung mit Alkali nicht vollständig in Seife umgewandelt werden können) folgende Fettsäuren enthält: Ölsäure (40–60 %), Stearinsäure (20–50 %), Linolsäure (3–11 %), Palmitinsäure (2–9 %), Linolensäure (< 1 %) und Arachidinsäure (< 1 %).
Sheabutter schmilzt bei Körpertemperatur. Befürworter ihrer Verwendung zur Hautpflege behaupten, dass sie schnell in die Haut einzieht, als „rückfettendes“ Mittel wirkt und gute wasserbindende Eigenschaften besitzt.

### Anwendungen
Sheabutter wird hauptsächlich in der Kosmetikindustrie für haut- und haarverwandte Produkte verwendet (Lipgloss, Lippenstift, Hautfeuchtigkeitscremes und -emulsionen sowie Haarspülungen für trockenes und sprödes Haar). Sie wird auch von Seifen- und Massageölherstellern verwendet, typischerweise in kleinen Mengen, da sie viele unverseifbare Bestandteile enthält und höhere Mengen zu einer weicheren Seife mit geringerer Reinigungsfähigkeit führen. Einige handwerkliche Seifenhersteller verwenden Sheabutter in Mengen von 25 %; dabei begrenzt die Europäische Union den maximalen Anteil auf etwa 28 %, was bei kommerziell hergestellten Seifen aufgrund der hohen Kosten im Vergleich zu Ölen wie Palmöl oder Trester (Olivenöl) jedoch selten der Fall ist. Sheabutter ist ein hervorragendes Weichmachungsmittel für trockene Haut. Es gibt keine Belege dafür, dass sie ein Heilmittel ist, aber sie lindert die mit Spannungsgefühl und Juckreiz verbundenen Schmerzen.
In einigen afrikanischen Ländern wie Benin wird Sheabutter als Speiseöl, als Imprägnierwachs, zum Frisieren, zur Kerzenherstellung und als Bestandteil von medizinischen Salben verwendet. Sie wird von den Herstellern traditioneller afrikanischer Perkussionsinstrumente verwendet, um die Haltbarkeit von Holz (z. B. geschnitzte Djembemuscheln), getrockneten Kalebassenkürbissen und ledernen Stimmriemen zu erhöhen.
Sheabutter wird als Kakaobutteräquivalent für Kakaobutter bei der Schokoladenerzeugung eingesetzt und als Zutat für biologische Brühwürfel. „Schwarze Sheabutter“ findet hauptsächlich in der Küche Verwendung.

### Medizinisch
In Ghana wird Sheabutter, die in Dagbani, nkuto (Akan) oder nku (Ga) lokal als kpakahili (engl. Übers. ‚raw cream‘) bekannt ist, entweder als Nahrungsmittel verwendet oder als Lotion zum Schutz der Haut während der Harmattan-Trockenzeit aufgetragen. Der Sheanussbaum selbst wird tááŋà (Mz. táánsì) und die Frucht táánì (Mz. támá) genannt. Die heutige nördliche Regionalhauptstadt Tamale leitet ihren Namen aus einer Kombination der Wörter tama und yili ab, was ‚die Stadt der Shea-Früchte‘ bedeutet.
In Nigeria wird Sheabutter zur Behandlung von Nasennebenhöhlenentzündungen und zur Linderung von Nasenverstopfungen verwendet, sie wird in Gelenke und andere Körperteile einmassiert, wo Schmerzen auftreten.